# Rubus setchuenensis
Rubus setchuenensis är en rosväxtart som beskrevs av Bur. och Franch.. Rubus setchuenensis ingår i släktet rubusar, och familjen rosväxter. Utöver nominatformen finns också underarten R. s. omeiensis.